# Scott D. Davis
Scott D. Davis (ur. 26 kwietnia 1973) – amerykański pianista, autor kilku albumów muzycznych na których zawarł (między innymi) utwory znanych wykonawców rockowych (Led Zeppelin, Metallica, Nirvana, Guns N’ Roses) w aranżacji na fortepian. Jego muzyczny styl nawiązuje do takich pianistów jak David Lanz, George Winston, Yanni i Michael Nyman.

## Dyskografia
- Piano & Woodwinds (2001)
- Tahoma (2003)
- Winter Journey (2004)
- Rockfluence (2005)
- Pianotarium: Piano Tribute to Metallica (2007)